# Square Francis-Lemarque
Square Francis-Lemarque är en park i Quartier de la Roquette i Paris elfte arrondissement. Parken är uppkallad efter den franske kompositören och poeten Francis Lemarque (1917–2002). Square Francis-Lemarque omges av Rue de la Roquette och Passage Charles-Dallery.

## Bilder
| - Ingång från Passage Charles-Dallery. - Notre-Dame-d'Espérance. |

## Omgivningar
- Notre-Dame-d'Espérance
- Saint-Ambroise
- Place Léon-Blum
- Square Jean-Allemane
- Cour Debille
- Passage Lisa

## Kommunikationer
- Tunnelbana – linje  – Voltaire
- Busshållplats Commandant Lamy – Paris bussnät

### Webbkällor
- ”Square Francis-Lemarque (11ème arrondissement)”. Les rues de Paris. https://web.archive.org/web/20190727201650/http://www.parisrues.com/rues11/paris-11-square-francis-lemarque.html. Läst 20 januari 2023.